# Bravo TV
Bravo TV este un post de televiziune privat din Republica Moldova pentru copii în limba rusă.
Denumirea actuală „Bravo TV” dar preia conținut TV de la postul TV Мульт. 
Directorul postului TV: Sergheev Evghenii 